# 파리스

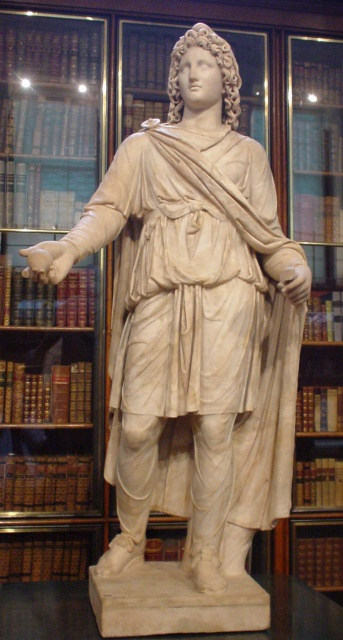

파리스(그리스어: Πάρις)는 고대 그리스신화에 나오는 트로이의 영웅의 이름으로서 호메로스의 일리아스에서는 흔히 그의 타고난 이름 알렉산드로스로 불리기도 한다.
불화의 여신 에리스가 두고 간 황금 사과를 두고 세 여신인 헤라, 아테나, 아프로디테 사이에 다툼이 벌어졌다. 여신들은 제우스에게 사과를 들고 가서 제우스가 그 심판을 파리스에게 맡겼고, 모신(母神) 헤라는 지상 최강대국에서의 절대권력을, 지혜의 여신 아테나는 끝없는 지혜를, 사랑과 미의 여신 아프로디테는 지상 최고의 미인을 조건으로 각각 파리스에게 황금사과를 요구했는데 파리스가 아프로디테의 손을 들어줬다. 그래서 아프로디테는 트로이의 왕자 파리스에게 황금사과를 받은 대가로 세상에서 가장 아름다운 여자인 헬레네를 아내로 맞게 해 주겠다고 약속했다.
아프로디테의 도움으로 파리스는 헬레네를 데리고 트로이로 달아났다. 일설에 따르면 헬레네는 파리스와 사랑에 빠졌다고도 하고, 다른 설에 따르면 파리스를 사랑하지 않았으나 억지로 납치되었다고도 한다.
결국 이 사건이 원인이 되어 헬레네의 남편 메넬라오스를 중심으로 이루어진 그리스군과의 트로이 전쟁이 발발하였고 파리스는 아테네의 맹장(猛將) 아킬레우스의 발뒤꿈치에 화살을 맞춰 전사시킨다. 그러나 이후 전투 중 필록테테스의 활에 맞아 죽었다.

## 같이 보기
- 알락산두
- 로버트 그레이브스
- 호메로스
- 니카이아의 파르테니오스
- 코인토스 스미르나이오스